# Коби Арад
Коби Арад (англ. Kobi Arad) — американо-израильский композитор и пианист. Доктор философии. Обучаясь в Консерватории Новой Англии, защитил научную работу в сфере «третьего течения» и современной импровизации. Также Арад является членом сообщества еврейских артистов «Арт Киббуц», находящегося в Нью-Йорке. Отзывы о его творчестве в разное время появлялись в таких изданиях, как Ynet, Jazz Times и All About Jazz.
Стиль музыки Арада формировался под влиянием классической музыки, джаза, хип-хопа, третьего течения, электронной музыки и R&B. Большинство его работ отличаются импровизацией.
В последнее время Арад выступает совместно с группой Kobi Arad Band.

## Музыкальная карьера
Впервые появившись на нью-йоркской сцене в 2007 году, Арад вскоре участвовал во многих культурных событиях города, играл в нью-йоркском Бейт-Хабаде, в частности, на праздновании Хануки. А до этого музыка Коби Арада звучала в Кнессете, Тель-Авивском музее, а также на израильском национальном радио.

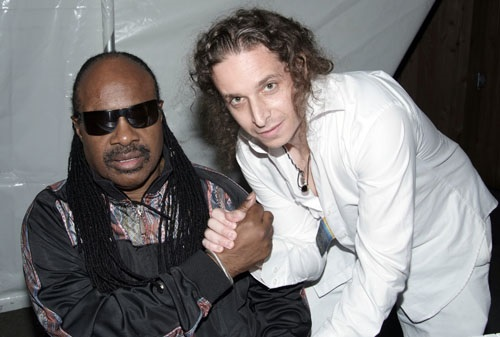
Стиви Уандер и Коби Арад

Первые же альбомы Арада, Ancient Novice и Sparks of Understanding (2009 год), получили позитивные отзывы в музыкальных интернет-изданиях. Одна из особенностей релиза Ancient Novice — та, что при записи Араду аккомпанировали на струнных инструментах пять музыкантов из Бостонского симфонического оркестра.
В 2011 году вышел альбом Sketches of Imaginary Landscapes, который издание All About Jazz оценило как «красочную мозаичную и всеобъемлющую портретную живопись, передающую действенное воображение, и которая возможна лишь благодаря его исключительными техническим способностям и проницательному виденью». Запись проекта Inner Hymns (2012), обработки гимнов хасидов, прошла в сотрудничестве с Реем Макнотом (ударные) и Такером Яро (бас-гитара). Также для записи были приглашены и другие музыканты, например, Оран Эткин. Новый проект был представлен Арадом на сцене в январе 2012 года.
В общей сложности Коби Арад выпустил более 20 альбомов.

## Особенности музыки
Творческое кредо Коби Арада выражают его слова:
...проложить путь к более глубокому единению музыки и искусства с религией, как это сложилось исторически в случае с левитами в храме...
Оригинальный текст (англ.)...to pave the way to a deeper connection of music and art and religion, the way it was historically with the Levites at the temple....
Соответственно Inner Hymns, проект Kobi Arad Band, основан на еврейских эзотерических гимнах и нацелен на духовный подъём слушателя. Коби Арад экспериментирует и с визуальным искусством, используя, как объяснено на сайте Art Kibbutz, природные стихии, еврейский алфавит и мистические традиции Каббалы. Это позволяет, как утверждается, «согласоваться… с дополнительными невидимыми измерениями, укрепляя и прославляя наше впечатление от красоты песен природы».
Музыкальные обозреватели отмечают широкую стилевую разнообразность музыки Коби Арада. Некоторые композиции, к примеру, построены на звуках электронного клавесина или фортепиано, поддерживаемых четкой басовой партией. Сотрудничая с различными музыкантами (как, например, Рой Эйерс, Стиви Уандер, Синди Блэкман и Джек Деджонетт), Арад объединяет в своем творчестве современную классическую музыку, джаз, нео-соул и прочие стилевые направления.